# Rancho Cucamonga
Rancho Cucamonga – miasto w Stanach Zjednoczonych, w stanie Kalifornia, w hrabstwie San Bernardino. Około 177,6 tys. mieszkańców (2019).
Miasto jest położone 63 kilometry na wschód od Los Angeles, u stóp San Gabriel Mountains. Jest jednym z przemysłowych centrów logistycznych w południowej Kalifornii.
W mieście rozwinął się przemysł elektroniczny, lotniczy oraz rakietowy.